# Natan Leon Kohn
Natan Leon Kohn (20. března 1913 Rzeszów, Polsko – 2003 New York) byl autor biografií a politologických prací. Užíval pseudonym Leon Kane.

## Život
Vyrůstal ve Vídni (hlavní město Rakouska) spolu s rodiči a 5 sourozenci (bratrem a 4 sestrami). Bratr Jakob Kohn zemřel v roce 1932 a otec v roce 1936. Začal studovat Vídeňskou univerzitu, kterou musel v roce 1938 opustit.
První pokus o emigraci se nezdařil, v roce 1938 emigroval do Amsterdamu. Získal vízum na Kubu a proto v roce 1939 emigroval přes Belgii do Francie. Jeho vstup na Kubu byl na poslední chvíli zamítnut, musel se vrátit do Francie, kde byl poslán do armády a sloužil ve městě Nantes (Francie). V roce 1940 z armády dezertoval přes Pyreneje do Španělska, kde byl vězněn. Po propuštění se živil jako zemědělský dělník a učitel angličtiny ve vesnici Bagnères-de-Luchon, dokud nedostal vízum do Spojených států amerických. V roce 1943 opustil přes Portugalsko Evropu.
Ve Spojených státech amerických dokončil na Kolumbijské univerzitě studia, která započal již ve Vídni na Vídeňské univerzitě, pracoval v knihkupectví a jako překladatel a bibliograf v Inženýrské knihovnické společnosti (Engineering Societies Library). V roce 1973 se vrátil do Vídně, aby se věnoval výzkumu života a díla rakouského politika Roberta Danneberga (1885—1942). Zároveň zde jako lékařka pracovala Kohnova manželka.
V roce 1984 se vrátil zpět do Spojených států amerických – do New Yorku. Zemřel v roce 2003.
Pod pseudonymem Leon Kane napsal:
- Robert Danneberg, pragmatický idealista (z německého originálu Robert Danneberg, ein pragmatischer Idealist)
- Léčka nebo Úklad (z německého originálu Der Fallstrick)